# École supérieure de commerce de Lille
L'École supérieure de commerce de Lille (ESC Lille School of Management) était une Grande Ecole et un établissement privé d'enseignement supérieur enseignant le commerce, située à Lille et fondée en 1892[réf. nécessaire]. L'ESC Lille a fusionné avec CERAM Business School en novembre 2009 pour devenir SKEMA Business School.
Le groupe offrait des formations aux niveaux bachelor, master et doctorat. Implanté à Lille et à Paris, le groupe comptait en 2007 2 700 étudiants, 65 enseignants permanents, 35 professeurs associés, 450 intervenants extérieurs et 11 500 diplômés.
Si l'ambition du « Programme Grande École » était de former des managers généralistes, les Mastères spécialisés soulignaient l'activité du groupe dans les domaines du Management Stratégique de Projet, du Marketing Direct et de la Vente à Distance, ainsi que de la Finance et du Contrôle de Gestion. Des programmes sont offerts en anglais.
Il était membre associé du PRES Université Lille Nord de France. Il avait des partenariats avec l'École centrale de Lille au travers de l'Institut technologique européen d'entrepreneuriat et de management, l'ESA (Université de Lille II) et l'Université du Littoral.

## Histoire de l'école

### L'école de commerce de l'Institut industriel agronomique et commercial du Nord de la France: 1872-1881
En 1872, une réforme des études à l'École des arts industriels et des mines de Lille créée en 1854 conduit à sa transformation en l'Institut industriel agronomique et commercial du Nord de la France. Cet Institut public, soutenu par la municipalité de Lille et par le conseil général du Nord, comprend en plus de la formation principale d'ingénieurs civils en trois ans, une formation en deux ans au sein d'une École de commerce intégrée. L'Institut fut renommé Institut industriel du Nord en 1875 et après plusieurs réformes du programme d'études entre 1875 et 1881, l'École de commerce intégrée à l'institut fut supprimée en 1881.

### L'école supérieure de commerce de la Chambre de commerce et d'industrie de Lille: 1892-1938
Sous l'impulsion du sénateur-maire de Lille Géry Legrand et de Julien Le Blanc, président de la chambre de commerce de Lille, l'école supérieure de commerce de Lille fut formellement créée en 1892 comme établissement autonome par la Chambre de commerce et d'industrie de Lille et son expansion accompagne le développement économique régional.
À sa création en 1892 jusqu'à 1938, l'école supérieure de commerce de Lille est une école consulaire, patronnée par la chambre de commerce et d'industrie de Lille et localisée 36, rue Nicolas Leblanc à Lille. Les cours sont suspendus de 1938 à 1947.

### ESC Lille: L'école supérieure de commerce de Lille depuis 1947
L'École est recréée en 1947 par Guy Debeyre ; son statut est alors celui d'un établissement d'enseignement supérieur privé reconnu par l'État et dont les professeurs sont issus de la faculté de droit de Lille. L'école se conforme aux statuts nationaux successifs des écoles supérieures de commerce en France: ESC Lille en 1947, ESCAE Lille en 1964, ESC Lille  en 1991. En 2001, l'École supérieure de commerce de Lille (ESC Lille) est rattachée à l'École centrale de Lille, tout en conservant sa personnalité juridique et son autonomie financière sous forme d'association sans but lucratif. L'École est successivement localisée à Lille, rue Louis XIV (1947), rue Debierre (1959), rue Gaston Berger (1961), puis dans le quartier d'affaires Euralille.

### L'évolution auXXIesiècle: SKEMA Business School
Le 30 juin 2009 a été annoncée la fusion entre le CERAM Business School et l'ESC Lille.
Cette fusion est effective depuis la rentrée 2009 et la nouvelle École porte officiellement le nom de SKEMA Business School.

## Accréditations
ESC Lille a obtenu en février 2006 l'accréditation EQUIS délivrée par l'EFMD (European Foundation for Management Development). Cette accréditation a été renouvelée en 2009.
ESC Lille est membre de la Conférence des Grandes Écoles, du Chapitre des Écoles de Management, de l’EFMD et de l’AACSB. Les programmes PhD, Executive MBA, Specialised Masters and MSc en Project et Programme Management sont accréditées par le Project Management Institute.

## Les programmes de formation

### Programme Grande École
Le Programme Grande École est la formation principale de l’École Supérieure de Commerce de Lille, avec un visa de l'État et un grade de master. Il est délivré sur les Campus de Lille et de Paris.
Il comprend 20 filières possibles : Stages, séjours et année de césure à l’étranger (partenariat avec 68 universités et écoles internationales), programme anglophone, franco-allemand-russe, expertise comptable, droit des affaires, alternance, apprentissage, filières Recherche, formation continue – 13 doubles diplômes et 1 triple diplôme – 20 options de spécialisation en 3e année : Audit, Stratégie et Managment des Ressources Humaines, Contrôle de Gestion et Systèmes d’Information, Création d’Entreprise, Droit des Affaires, Finance d’Entreprise et de Marché, International Finance, International Marketing, Management Commercial et Négociation, Management Entrepreneurial, Management Logistique et Achats, Marketing Chef de Produit et Opérationnel, Marketing des Services, Marketing Relationnel et Gestion de la Relation Client, Stratégie et Management de la Communication, Recherche en Audit et Contrôle, Recherche en Finance, Recherche en Management de Programmes et de Projets, Recherche en Marketing, Recherche en Ressources Humaines.
Son recrutement est sur Concours HEC BCE (260 places : 220 à Lille et 40 à Paris) et Concours Admissions sur titres (AST) (concours sur titre accessible au Bac +2 et aux Bac +3/4).

### Programme Grande École Anglophone: IMiM International Master in Management
Le Programme Grande École anglophone délivre une formation qui conduit au diplôme de l’école Supérieure de Commerce de Lille, qui est un diplôme Bac + 5, Grade de Master. Il est accessible sur le Campus de Lille.
Son recrutement est après concours BCE-HEC ou concours Passerelle puis tests, après un Bachelor pour les étudiants internationaux + entretien + test.

### Programmes Postgraduate - École doctorale
L'École doctorale comprend une offre de formation de Masters, Mastères, MBA, doctorats:
- PhD – Doctoral Programme in Strategy, Programme and ProjectProgramme anglophone (Lille).
- MBA in Strategy, Programme and Project Programme anglophone (Paris).
- 11 Mastères spécialisés (MS) et 3 MSc
  - Finance, Audit et Contrôle de Gestion : MS Analyse Financière Internationale (et préparation au CFA) – (Paris) ; MS Audit, Contrôle de Gestion et Systèmes d’Information – (Lille) ; MSc Auditing, Management Accounting, and Information Systems - programme bilingue français-anglais et programme anglophone (Paris) ; MS Finance et Gestion de Patrimoine - (Lille) ; MS Gestion Fiscale de l’Entreprise - (Lille)
  - Management de Projets, Supply Chain, Organisation : MS Management de Projets et Programmes - (Lille) ; MSc Programme, Project Management & Business Development - programme anglophone (Paris); MS Management de la Chaîne Logistique et Achats (Lille et Paris) ; MSc Supply Chain Management and Purchasing (Lille)
  - Marketing, Communication : MS Marketing Direct et Commerce Electronique (Lille) ; MS Marketing Management par la Qualité (Lille) ; MS Marketing and Quality Management (Lille) ; MS Stratégie et Management de la Communication (Lille)
  - Ressources Humaines : MS Stratégie et Management des Ressources Humaines (Lille)
- 2 Mastères (MS) Spécialisés coaccrédités
  - Mastère : Management de la propriété intellectuelle et stratégie d'entreprise avec Chime Lille, l'ENSAM, l'ENSAIT, Polytech'Lille et l'École centrale de Lille
  - Mastère de création d'entreprise et entrepreneuriat avec l'École centrale de Lille et l'ENSAIT.

### Partenariat avec l'école centrale de Lille - ingénieur entrepreneur
L'ESC Lille a fondé, avec l'école centrale de Lille, l'Institut technologique européen d'entrepreneuriat et de management (ITEEM) : il s'agit d'une formation conjointe de l'ESC Lille et de l’école centrale de Lille. L'objectif est la formation d'ingénieurs manageurs entrepreneurs, plus précisément Ingénieurs diplômés de l’école centrale de Lille, spécialité génie industriel et entrepreneurial.

### ESDHEM École Supérieure Des Hautes Études En Management
L'ESC Lille a mis en place des doubles diplômes :
- Bachelor of Business Administration + Licence de Gestion
- Bachelor of Law + Licence de Droit.

S'y ajoute la possibilité d'une Préparation aux concours sur titre d’entrée en 1re ou 2e année
des grandes écoles de Commerce.
La localisation des formations est la suivante :
- Campus de Lille : Bachelor of Law et Licence de Droit ; Bachelor of Business Administration et Licence de Gestion
- Campus de Paris : Bachelor of Business Administration et Licence de Gestion (formation initiale ou en apprentissage)

## Le centre de recherche - Lille School of Management Research Center
Le Lille School of Management Research Center regroupe les équipes de recherche de l’école Supérieure des Affaires, de l’ESC Lille et de l’Université de Lille 2 dans les domaines de la finance, du marketing et du management de projet.
Avec plus de 55 chercheurs, le Lille School of Management Research Center nourrit des programmes de recherche de niveau international sur tous les champs de la gestion.

## La vie à l'ESC Lille
Une vie associative existe au sein de l'ESC. Une trentaine d’associations gérées par les élèves y proposent différentes activités. Parmi les domaines dans lesquels les étudiants peuvent s'investir, on trouve notamment :
- La culture (7e art, Lille Lettrée, Lille des saveurs, Gargantuesc, L'amicale de la carte)
- L'économie (SKEMA Finance)
- L'évènementiel (PourParlers, J'Handi +, Trophée Golf)
- L'humanitaire (Bout du monde, Ch'ti du désert, Teranga, Les enfants d'Apsara)
- Et surtout, Primeline TV, votée unique asso d’intérêt

On retrouve également les bureaux des élèves, des sports et des arts qui proposent diverses activités et initiations sur les campus de Lille et Paris.

## La Junior Entreprise

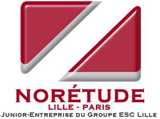
Junior Entreprise

SKEMA Conseil Lille est la Junior Entreprise de l'école.
Fondée en 1987, elle compte parmi les 30 meilleures junior-entreprises de France. Il s'agit d'une association fonctionnant comme un cabinet de conseil. Norétude a pour vocation de mettre en pratique le savoir théorique dispensé par l'école au cours d'études réelles répondant à la demande des entreprises. Ses administrateurs, étudiants de l'école, sont recrutés sur entretien de motivation puis élus suivant leurs projets à la tête de pôles clairement définis. L'association est certifiée AFAQ et est auditée annuellement pour certifier la qualité de ses prestations.

## Anciens élèves célèbres
- Alain Dinin, PDG de Nexity
- Jacques Stern, PDG de Edenred
- Jacques Le Foll, Président de Speedy France[15]
- Bruno Luisetti, Directeur général de l'ensemble des activités Boissons et Confiserie de Mondelez France[16]
- Régis Degelcke, Directeur Général Délégué, Développement et Italie, Groupe ADEO[17]
- Arnaud Boussemart, Associé, Responsable du bureau Mazars au Japon[18]
- Jimmy Adjovi-Boco, footballeur professionnel béninois
- Anne-Claire Goulon, dirigeante du groupe Livio